# Migdalim
Migdalim (hebr.: מגדלים) – wieś położona w samorządzie regionu Szomeron, w Dystrykcie Judei i Samarii, w Izraelu. Wieś znajduje się ok. 45 hm od miasta Tel Awiw. Miejscowość jest położona w pobliżu drogi 505, nazywana także autostradą Trans-Samaria. Migdalim sąsiaduje z palestyńską wsią Qusra. Obecnie miejscowość zamieszkuje 35 rodzin.
Leży w centralnej górzystej części Samarii, w otoczeniu terytoriów Autonomii Palestyńskiej.

## Historia
Osada została założona w 1984 jako baza wojskowa Nachal. W 1986 roku została zdemiltryzowana i zamieszkana przez nie otrodoksyjnych Żydów. Jednym z powodów rozwoju wsi jest dogodne położenie w pobliżu autostrady Trans-Samaria, a także konieczność zapewnienia rozwoju innych osiedli żydowskich w tej części Judei i Samarii- Kfar Tapuah oraz Ma'ale Efrayim.
1 marca 2006 roku Eldad Abir, mieszkaniec Migdalim, ojciec dwójki dzieci został zabity przez terrorystów podczas pracy na lokalnej stacji benzynowej.